# UEFA Euro 2008 (videoigra)
UEFA Euro 2008 je službena videoigra Europskog nogometnog prvenstva 2008. u Austriji i Švicarskoj. Ova igra je ujedno četvrta igra UEFA Euro serijala. EA Canada je proizvođač PS3 i Xbox 360 verzija igre. PSP, PS2 i PC verzije igre je proizveo HB Studios. U Europi i Sjevernoj Americi, igra je izašla 18. travnja i 20. svibnja 2008. godine. Demoizdanja igre su izašla za PC, PlayStation 3 i Xbox 360 prije originalnog izdavanja. Komentatori u igri su ITV-ovi voditelji Clive Tyldesley i Andy Townsend.

## Mogućnosti
- UEFA Euro 2008: Glavna i središnja mogućnost igre. Igrač može uzeti jednu od 53 momčadi iz kvalifikacija za igranje Europskog prvenstva u nogometu - Austrija i Švicarska 2008.
- Kapetan svoje zemlje: Igrač može predstavljati samog sebe u momčadi s najviše tri prijatelja, a svi igraju na posebnoj poziciji. Igra se zajednički da bi se dobilo što više utakmica, no igra se i jedan protiv drugog, u slučaju biranja kapetana momčadi. Osam je razina koju igrač može imati da bi zaradio kapetanstvo svoje reprezenatcije.
- Europska kampanja: Igranje online (na internetu) za svoju zemlju protiv rivala diljem svijeta da bi se dobila nadmoć. U ovoj mogućnosti, mogu se zaraditi individualni i momčadski bodovi.
- Online ždrijeb: Igranje s igračima (gamerima) iz ostalih zemalja online u 16-momčadskom eliminacijskom natjecanju, gdje se mogu zaraditi bodovi za svoju zemlju.
- Strategija domaćih i uzvratnih utakmica: Računalo imitira međunarodni nogomet tako što stvara strategije, obrambene formacije za utakmice protiv rivala.
- Autentični stadioni: Svih osam stadiona Eura 2008 je dostupno u igri.
- Podaci o nogometašima: Ocjene igrača koje se temelje na sadašnjim nastupima stvarnih nogometaša.
- Priča o kvalifikacijama: Igranje kvalifikacija za Euro 2008. Igrač ima zadaću za individualce i za cijelu momčad.
- Kiša i blato: Zimsko vrijeme kroz Europu je autentično napravljeno prema stvarnim vremenskim uvjetima. Realističnost poboljšava i izgled mokrog, prljavog i blatnjavog stadiona za vrijeme kiše.
- Poboljšani jedanaesterci: Izvođenje jedanaesteraca je poboljšano da se igrač osjeća kao na pravoj utakmici.
- Izbornici reprezentacija: U igri UEFA Euro 2008, prvi put su dodana i lica izbornika reprezentacija, koja se prikazuju tijekom utakmice.

## Momčadi
U igri UEFA Euro 2008 su se nalazile sljedeće nogometne reprezentacije:
| - Albanija - Andora - Armenija2 - Austrija3 - Azerbajdžan2 - Bjelorusija2 - Belgija - BiH - Bugarska - Hrvatska4 - Cipar1 - Češka - Danska - Engleska - Estonija - Farski otoci2 - Finska1 - Francuska | - Gruzija2 - Njemačka - Grčka - Mađarska1 - Island2 - Irska - Izrael1 - Italija - Kazahstan2 - Latvija - Lihtenštajn - Litva2 - Luksemburg2 - Makedonija2 - Malta - Moldavija2 - Crna Gora2, 3 | - Nizozemska2 - Sjeverna Irska - Norveška - Poljska - Portugal4 - Rumunjska - Rusija4 - San Marino - Škotska - Srbija2 - Slovačka - Slovenija - Španjolska - Švedska - Švicarska3 - Turska5 - Ukrajina1 - Wales2 |

Bilješke:

1: Nelicenciran dres

2: Netočna imena igrača

3: Mora se ručno dodati u UEFA Euro 2008 kvalifikacije

4: Stari dres, sa Svjetskog prvenstva 2006.

5: S dresa uklonjena bijela crta.

## Stadioni
Sljedeći stvarni stadioni su dostupni u igri. Osam stadiona UEFA EP-a 2008. je podebljano.
| Stadion                  | Grad       | Država     |
| ------------------------ | ---------- | ---------- |
| Allianz Arena            | München    | Njemačka   |
| BayArena                 | Leverkusen | Njemačka   |
| Vicente Calderón Stadium | Madrid     | Španjolska |
| Commerzbank-Arena        | Frankfurt  | Njemačka   |
| Ernst Happel Stadion     | Beč        | Austrija   |
| Estádio do Bessa         | Porto      | Portugal   |
| Estádio do Dragão        | Porto      | Portugal   |
| Estádio da Luz           | Lisabon    | Portugal   |
| Stade Félix Bollaert     | Lens       | Francuska  |
| Gottlieb-Daimler Stadium | Stuttgart  | Njemačka   |
| HSH Nordbank Arena       | Hamburg    | Njemačka   |
| Estádio José Alvalade    | Lisabon    | Portugal   |
| Letzigrund               | Zürich     | Švicarska  |
| Estadio Mestalla         | Valencia   | Španjolska |
| Millennium Stadium       | Cardiff    | Wales      |

| Stadion                 | Grad          | Država    |
| ----------------------- | ------------- | --------- |
| Olympiastadion          | Berlin        | Njemačka  |
| Parc des Princes        | Pariz         | Francuska |
| Wals Siezenheim Stadion | Salzburg      | Austrija  |
| Signal Iduna Park       | Dortmund      | Njemačka  |
| St. Jakob-Park          | Basel         | Švicarska |
| Stade de Genève         | Ženeva        | Švicarska |
| Stade de Gerland        | Lyon          | Francuska |
| Stade Vélodrome         | Marseille     | Francuska |
| Stadio Olimpico         | Rim           | Italija   |
| Tivoli Neu              | Innsbruck     | Austrija  |
| Veltins-Arena           | Gelsenkirchen | Njemačka  |
| Stade de Suisse         | Bern          | Švicarska |
| Wembley Stadium         | London        | Engleska  |
| Wörtherseestadion       | Klagenfurt    | Austrija  |

Sljedeći izmišljeni stadioni su dostupni u igri:
| - Athletic Arena - Athletic Park - Athletic Stadium - Civic Arena - Civic Park - Civic Stadium | - Municipal Arena - Municipal Stadium - National Arena - National Park - National Stadium - Track Stadium |

## Glazba
Sljedeće pjesme su dostupne u igri:
- Carolina Liar - I'm Not Over
- Crystal Castles - Air War
- Yelle - À Cause des Garçons (Riot in Belgium Remix)
- The Pigeon Detectives - I'm Not Sorry
- Boys Noize - Don't Believe the Hype
- Datarock - I Used to Dance With My Daddy
- Ejectorseat - Attack Attack Attack
- Infected Mushroom - Becoming Insane
- Junkie XL feat. Electrocute - Mad Pursuit
- Karoshi Bros. - Love the World
- Look See Proof - Casualty
- The Magic Numbers - Take a Chance
- Mendetz - The Boola Shines In a Pink Neon Room
- Mexicolas - Come Clean
- Operator Please - Get What You Want
- Pete and the Pirates - Come On Feet
- The Features - I Will Wander
- The Magnificents - Get It Boy
- The Young Punx - Your Music Is Killing Me

## Vanjske poveznice
- UEFA Euro 2008 (PlayStation 2) na GameSpot.com
- UEFA Euro 2008 (PlayStation 3) na GameSpot.com
- UEFA Euro 2008 (PlayStation Portable) na GameSpot.com
- UEFA Euro 2008 (Xbox 360) na GameSpot.com
- UEFA Euro 2008 (PC) na GameSpot.com

| Prethodnik:    | Službena videoigra UEFA EP-a 2008. | Nasljednik:    |
| UEFA Euro 2004 | Službena videoigra UEFA EP-a 2008. | UEFA Euro 2012 |